# Nicolas Matthews
Nicolas Matthews (* 1992 in Kitzingen) ist ein US-amerikanisch-deutscher Schauspieler und Hörspielsprecher.

## Leben
Der 1992 in Kitzingen geborene Nicolas Matthews zog 1999 mit seiner Familie in die Vereinigten Staaten und kehrte 2007 wieder zurück. Nach seinem Abitur 2013 studierte er zwischen 2015 und 2019 Schauspiel an der Hochschule für Musik und Darstellende Kunst Frankfurt am Main. Während seines Studiums war er am Schauspiel Frankfurt in Das Ministerium der verlorenen Züge von Péter Kárpáti (Regie: Viktor Bodó) und in Einige Nachrichten aus dem All von Wolfram Lotz (Regie: Marc Prätsch) zu sehen. Außerdem war er als Gast 2018 am Hessischen Staatstheater Wiesbaden für Der fröhliche Weinberg von Carl Zuckmayer (Regie: Henriette Hörnigk) und für Der Club von Takis Würger (Regie: Philipp M. Krenn) engagiert.
Von 2019 bis 2023 war er im Ensemble des Schauspiel Hannover. Dort spielte er u. a. in Platonowa nach Platonow von Anton Tschechow (Regie: Stephan Kimmig), Öl der Erde von Ella Hickson (Regie: Armin Petras), Klimatrilogie von Thomas Köck (Regie: Marie Bues), und 1000 Serpentinen Angst von Olivia Wenzel (Regie: Miriam Ibrahim).
In der Spielzeit 2023/24 wechselte er ins Ensemble des Schauspiel Essen unter der Intendanz von Selen Kara und Christina Zintl. Dort ist er zurzeit als Rosenkranz in "Hamlet/Ophelia" und in verschiedenen Rollen bei "Peer Gynt" zu sehen.
Neben seiner Tätigkeit auf der Bühne steht Matthews auch vor der Kamera. Er spielte kleinere Rollen in Serien wie Morden im Norden und Vienna Blood und im Fernsehfilm Die Luft, die wir atmen.
Zudem wirkte Matthews in Hörspielproduktionen mit. 2018 gewann die Hörspielproduktion Eine Hand voller Sterne von Rafik Schami (Regie: Robert Schoen), an der er mitwirkte, den Deutschen Kinderhörspielpreis.
Nicolas Matthews lebt in Essen.

## Filmografie
- 2020: Die Luft, die wir atmen (Fernsehfilm, ARD)
- 2020: Morden im Norden – Helfer in der Not (Fernsehserie)
- 2020: Vienna Blood – Vor der Dunkelheit (Fernsehserie)

## Theater
2017–2019: Während des Studiums
- 2017: Das Ministerium der verlorenen Züge, Regie: Viktor Bodó (Schauspiel Frankfurt)
- 2018: 8Bar Leben!, Regie: Daniela Kranz (Schauspiel Frankfurt)
- 2018: Einige Nachrichten an das All, Regie: Marc Prätsch (Schauspiel Frankfurt)
- 2019: Der fröhliche Weinberg, Regie: Henriette Hörnigk (Hessisches Staatstheater Wiesbaden)
- 2019: Der Club, Regie: Philipp M. Krenn (Hessisches Staatstheater Wiesbaden)

2019–2023: Staatstheater Hannover
- 2019: Platonowa, Regie: Stephan Kimmig
- 2019: Ronja Räubertochter, Regie: Nina Mattenklotz
- 2019: Held*Innen, Regie: Friederike Schubert
- 2020: Der Mordfall Halit Yozgat, Regie: Ben Frost
- 2020: Im Herzen tickt eine Bombe, Regie: Stephan Kimmig/Hannah Gehmacher
- 2020: Grundgesetz – In Concert, Regie: Friederike Schubert
- 2021: Öl der Erde, Regie: Armin Petras
- 2021: Klimatrilogie, Regie: Marie Bues
- 2021: 1000 Serpentinen Angst, Regie: Miriam Ibrahim
- 2022: Lenz, Regie: Jonathan Heidorn
- 2022: Die Ärztin, Regie: Stefan Pucher
- 2022: Wir sind nach dem Sturm, Regie: Marie Bues
- 2023: Yara's Wedding (Yaras Hochzeit), Regie: Guy Weizman (Koproduktion mit NITE Groningen)

Seit 2023: Schauspiel Essen
- 2023: Rausch, Regie: Armin Petras
- 2023: Die rote Zora und ihre Bande, Regie: Selen Kara
- 2024: Star-Crossed Lovers/Romeo und Julia, Regie: Caner Akdeniz
- 2024: Stadtmusikanten, Regie: Brigitte Dethier
- 2024: Hamlet/Ophelia, Regie: Selen Kara
- 2024: Alice im Wunderland, Regie: Ekat Cordes
- 2025: Peer Gynt, Regie: Caner Akdeniz

## Hörspiele (Auswahl)
- 2018: Rafik Schami: Lauschinsel: Eine Hand voller Sterne (Farid) – Regie: Robert Schoen (Hörspielbearbeitung – HR/WDR)
- 2018: Viviane Koppelmann, Leonhard Koppelmann: Märchen & Verbrechen: Die Brüder Grimm – Akte 01: Der Fall »Räuberbräutigam« (3 Teile) (Rebell 1) – Regie: Viviane Koppelmann (Original-Hörspiel, Kriminalhörspiel – HR)
- 2018: Viviane Koppelmann, Leonhard Koppelmann: Märchen & Verbrechen: Die Brüder Grimm – Akte 02: Vermisst! Wo ist Schneewittchen? (2 Teile) (Knecht) – Regie: Viviane Koppelmann (Originalhörspiel, Kriminalhörspiel – HR)
- 2019: Gwen Lowe: Kicheritis. Anstecken erlaubt – Regie: Robert Schoen (Hörspielbearbeitung, Kinderhörspiel – HR/WDR)